# گل توتون
گل توتون (نام علمی: Nicotiana tabacum) نام یک گونه از تیره بادنجانیان است.

## نگارخانه

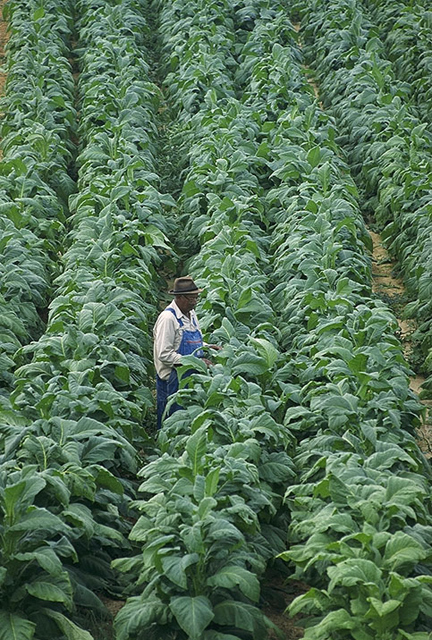
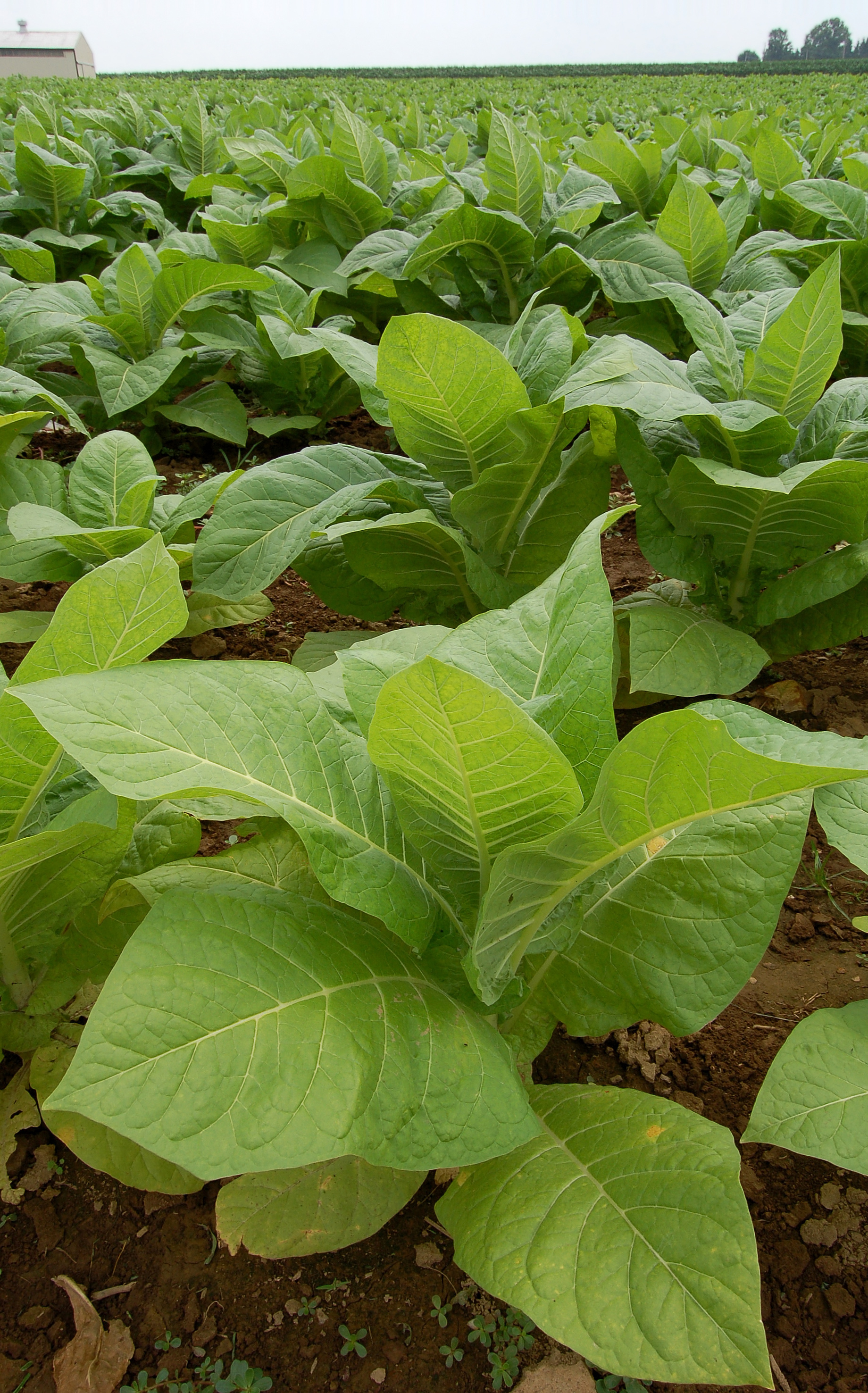
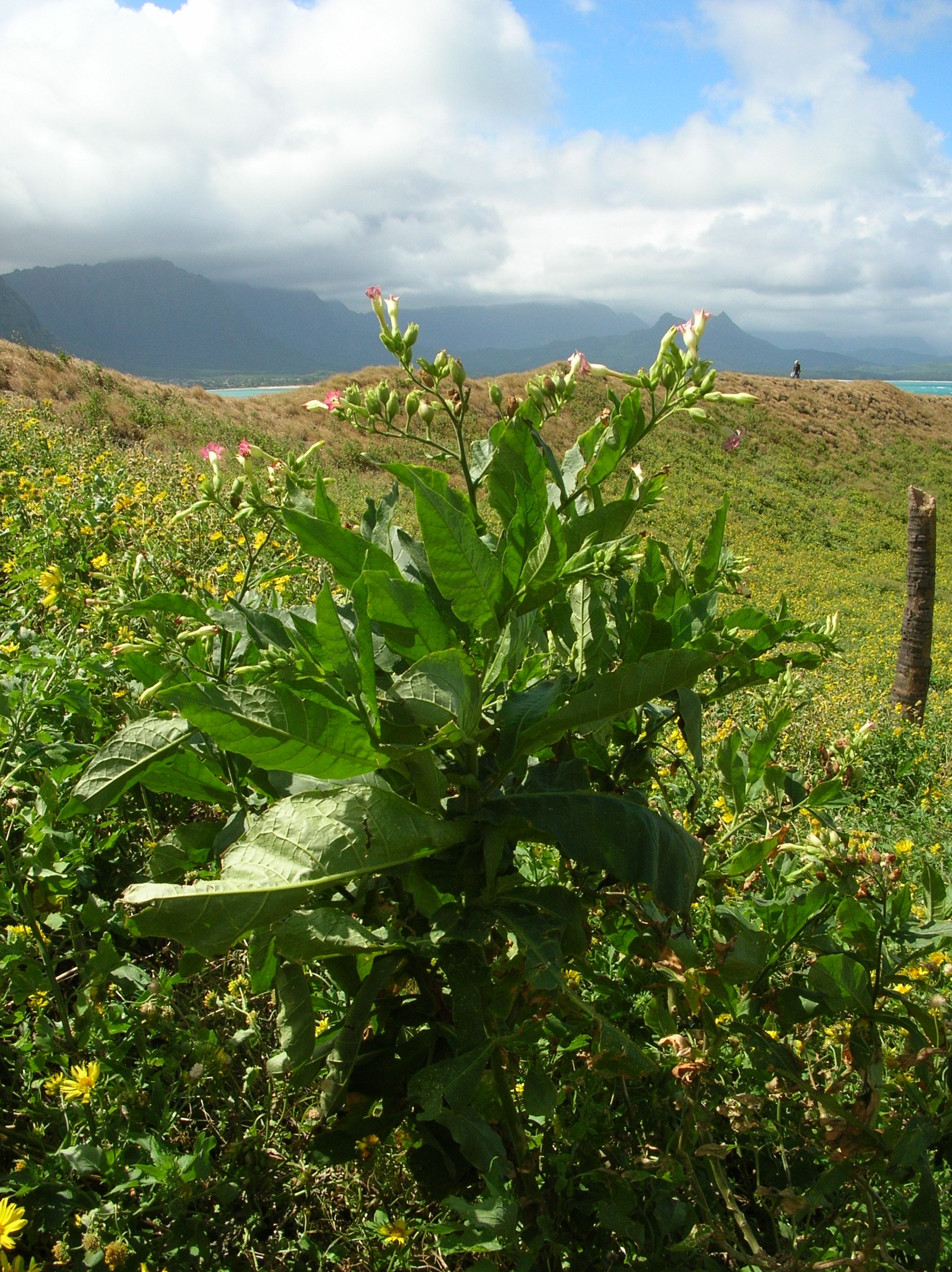
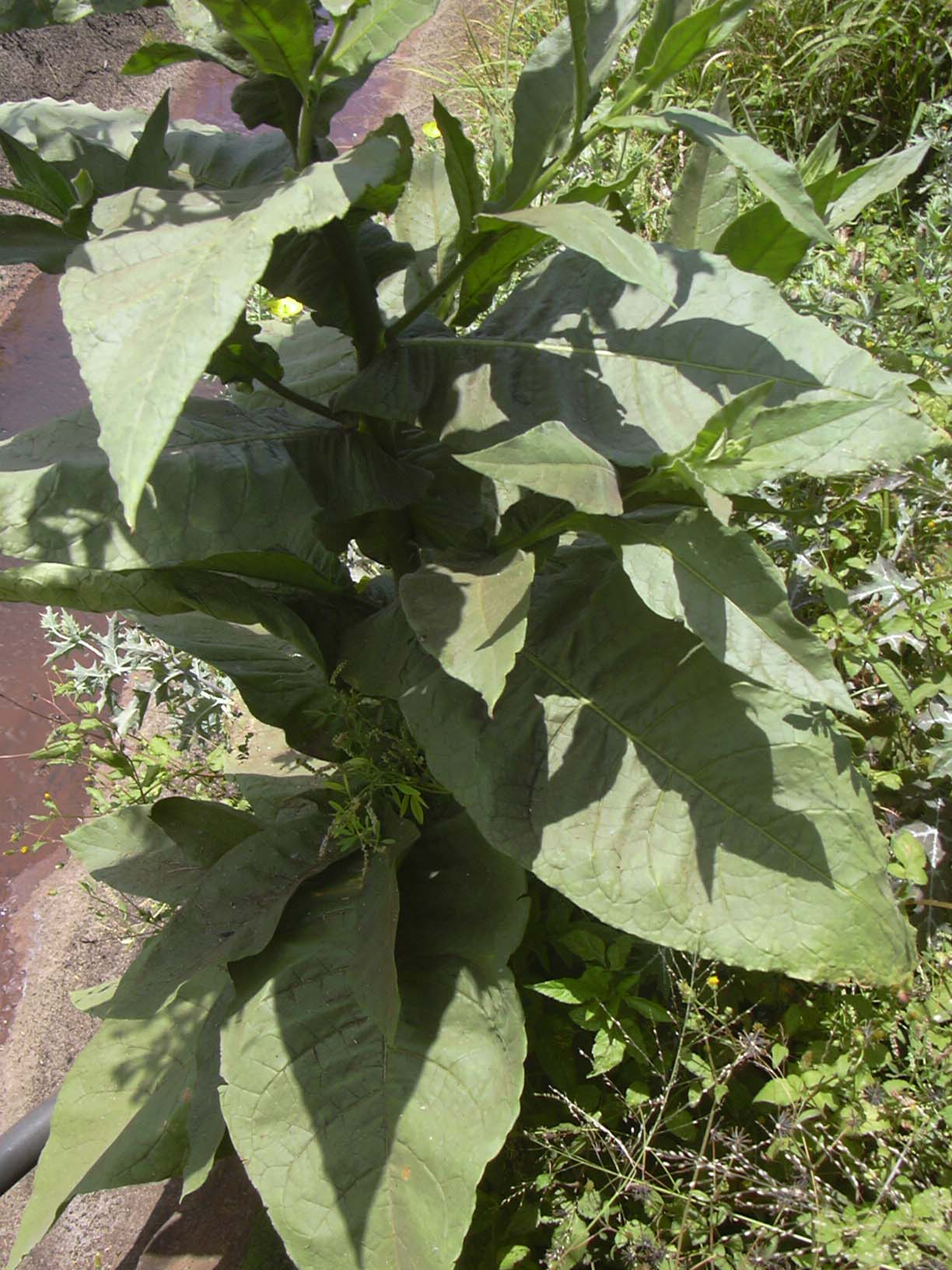
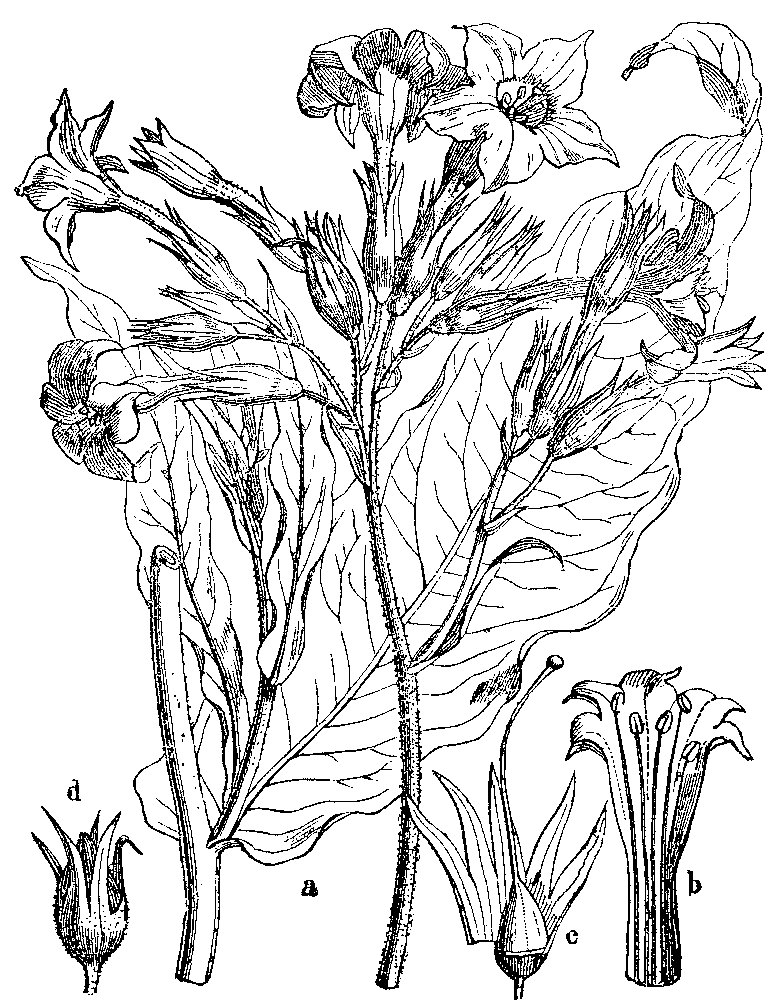
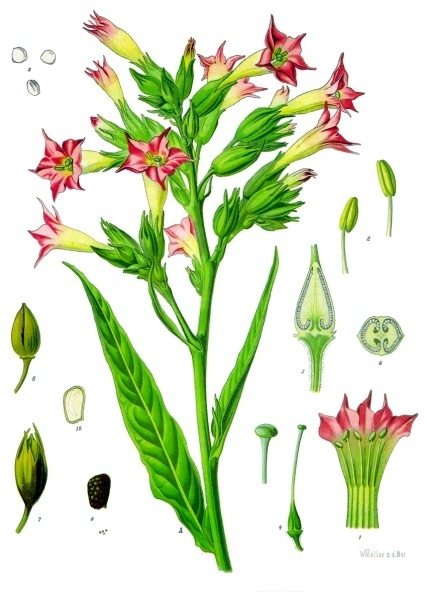
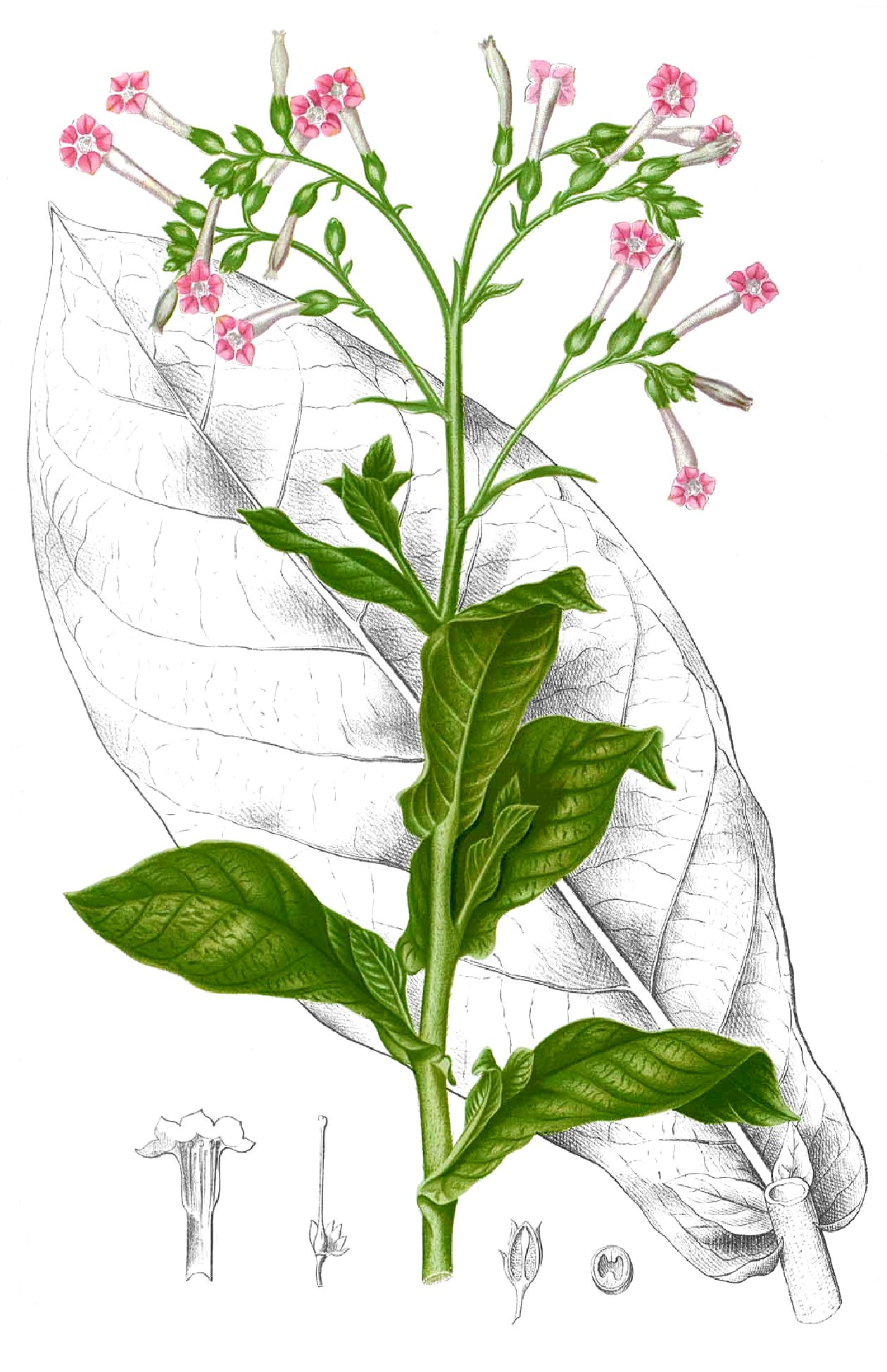
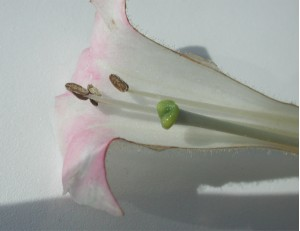